# Avvocato generale degli Stati Uniti d'America
L'Avvocato generale degli Stati Uniti è la quarta carica maggiore nel Dipartimento della giustizia degli Stati Uniti d'America. La carica è ricoperta da Dean John Sauer, entrato in carica il 4 aprile 2025.
L'Avvocato generale degli Stati Uniti rappresenta il Governo federale davanti alla Corte suprema. Egli determina la posizione giuridica che gli Stati Uniti assumono presso la Suprema Corte.
Oltre a sovrintendere e condurre le vertenze nelle le quali il governo è parte in causa, l'ufficio dell'Avvocatura generale registra anche comunicazioni scritte amicus curiae nelle quali il governo abbia qualche interesse significativo.
L'ufficio dell'Avvocato Generale patrocina per conto del governo virtualmente in ogni caso in cui gli Stati Uniti sono parte in causa, e anche nella maggior parte dei casi in cui il governo ha ricevuto una comunicazione amicus. Nelle corti federali di appello l'Ufficio dell'Avvocato generale riesamina i casi in cui si è deciso contro gli Stati Uniti e decide se il governo deve appellarsi alla Corte Suprema. Esso riesamina anche i casi decisi contro gli Stati Uniti nelle corti federali di distretto e approva ogni caso nel quale il governo interpone appello.

## Composizione dell'Ufficio dell'Avvocato generale

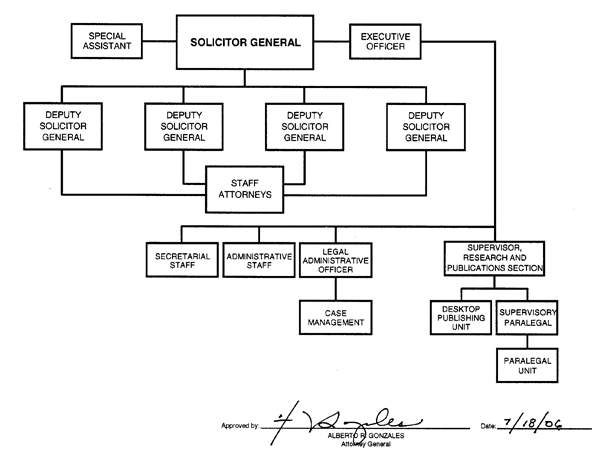
Organizzazione dell'ufficio del Solicitor General

Il capo dell'Avvocatura generale (Solicitor General) è assistito da quattro vice avvocati generali (Deputy Solicitors General) e da diciassette assistenti (Assistants to the Solicitor General). Tre dei vice avvocati generali sono avvocati in carriera presso il Dipartimento della giustizia degli Stati Uniti d'America. Gli altri vice sono noti come "Vice principali" (Principal Deputy) detti talvolta "vice politici" (political deputy) e come l'Avvocato generale lasciano l'incarico al termine di un'amministrazione.
L'avvocato generale o uno dei suoi vice tratta i casi più importanti presso la Suprema Corte. Altri casi possono essere trattati da uno degli assistenti o da un altro avvocato governativo. L'Avvocato generale tende a trattare da 6 a 9 casi presso la Suprema Corte, mentre i suoi vice ne trattano 4 o 5 e gli assistenti 2 o 3 caduno.

## Importanza
L'Avvocato generale, che ha i suoi uffici nel Palazzo della Corte suprema degli Stati Uniti d'America, come il quartier generale del Dipartimento della Giustizia, è stato chiamato "il decimo giudice" per la stretta relazione tra i giudici e l'avvocatura generale (e i loro rispettivi collaboratori). Come avvocato che più frequentemente sta di fronte alla Corte, l'Ufficio dell'Avvocatura generale discute dozzine di volte ogni sessione. Per di più, quando l'Ufficio dell'Avvocatura generale accoglie un'istanza per certiorari, la revisione è frequentemente concessa, il che è notevole dato che a solo da 75 a 125 sulle oltre 7500 istanze proposte è concessa la revisione da parte della Corte.
Oltre ai giudici stessi, l'Avvocato generale è tra i membri più influenti e conosciuti della comunità giuridica rispetto alle vertenze presso la Suprema Corte. Sei Avvocati generali sono passati successivamente alla Corte Suprema: William Howard Taft (che è poi diventato il 27º Presidente degli Stati Uniti prima di diventare Presidente della Corte suprema), Stanley Forman Reed, Robert H. Jackson, Thurgood Marshall ed Elena Kagan. Alcuni che hanno occupato altre cariche nell'Ufficio dell'Avvocatura generale sono poi stati nominati alla Suprema Corte. Ad esempio, John Roberts, Presidente della Corte suprema, fu il principale vice avvocato generale durante l'amministrazione di George H. W. Bush e l'associato Samuel Alito fu un Assistente dell'Avvocato generale. L'ultimo ex Avvocato generale a essere nominato alla Corte fu Elena Kagan. Solo un ex Avvocato generale non riuscì a essere nominato alla Corte Suprema: Robert Bork. Comunque a nessun Avvocato generale in carica è stato negato questo incarico. Otto altri Avvocati generali hanno prestato servizio nelle Corti di Appello degli Stati Uniti.
Nel Dipartimento della Giustizia l'Avvocato generale esercita una significativa influenza su tutti i ricorsi presentati dal dipartimento. L'Avvocato generale è l'unico funzionario degli Stati Uniti per il quale è richiesta obbligatoriamente una "preparazione giuridica" Ogniqualvolta il DOJ (Departement of Justice = Dipartimento della Giustizia) vince in un processo di prima istanza e la parte soccombente ricorre in appello, la divisione competente del DOJ interviene automaticamente in difesa della sentenza nel processo di appello. Comunque, se il DOJ è la parte soccombente nel processo, il ricorso in appello può essere promosso solo con il consenso dell'Avvocatura generale.

## Richiesta di parere all'Avvocatura generale
Nella determinazione se garantire o meno certiorari nel caso in cui il governo federale non sia parte in causa, la Corte richiede talvolta all'Avvocato generale di intervenire con la propria autorità, una procedura chiamata "Richiesta di parere all'Avvocatura generale" (Call for the Views of the Solicitor General (CVSG)). In risposta al CVSG, l'Avvocato generale emette un breve parere sul fatto che la richiesta debba essere soddisfatta e, normalmente, quale delle parti debba prevalere.
Sebbene la CVSG sia tecnicamente un invito, l'ufficio dell'Avvocato generale la tratta come equivalente a un ordine. Philip Elman, che fu il principale autore delle lettere del governo federale nella vertenza Brown v. Board of Education, ha scritto:
()
La Corte tipicamente emette un CVSG quando la giustizia ritiene che la petizione sia importante e può considerare di concederla, ma desidera un parere legale prima di prendere una decisione. Esempi sono quando vi è coinvolto un interesse federale; quando c'è una nuova istanza per la quale non vi sono precedenti o quando l'istanza si è evoluta, magari diventando più complessa o coinvolgendo altre istanze.
Sebbene non vi sia normalmente un termine temporale entro il quale l'Avvocato generale debba rispondere a un CVSG, le lettere di risposta avvengono generalmente tre volte l'anno: nel tardo mese di maggio, consentendo una risposta prima delle vacanze estive; in agosto, consentendo che la richiesta entri nell'"elenco estivo", in modo da essere presa in considerazione alla fine della vacanze; a dicembre, consentendo che il caso sia discusso nella sessione successiva della Corte Suprema.

## Tradizioni
Numerose tradizioni si sono stabilite da quando l'Ufficio dell'Avvocatura generale fu fondato nel 1870. Durante le sedute per discussioni orali davanti alla Corte, l'Avvocato generale e i suoi (o le sue) vice compaiono vestiti in tight, sebbene Elena Kagan, la sola donna che ha occupato tale carica, abbia deciso di evitare tale pratica.
Durante le udienze orali i membri della Corte si rivolgono all'Avvocato generale con l'appellativo "Generale". Alcuni commentatori giuridici hanno manifestato il loro disaccordo con questa abitudine, osservando che "generale" è un aggettivo "enclitico" (che modifica il sostantivo solicitor) e non è un titolo a sé stante.
Un'altra tradizione, probabilmente unica negli Stati Uniti, è la pratica di confession of error. Se il governo ha vinto nel tribunale di livello inferiore ma l'Avvocato generale non è d'accordo con l'esito del procedimento, lui (o lei) può "confessare l'errore", dopo di che la Corte Suprema casserà la sentenza e rimanderà il caso al livello giudiziario inferiore affinché esso venga riconsiderato.

## Elenco degli Avvocato generali
| Immagine        | Nome                          | Inizio            | Termine           | Presidente                 | Presidente                     |
| --------------- | ----------------------------- | ----------------- | ----------------- | -------------------------- | ------------------------------ |
|                 | Benjamin Bristow              | 11 ottobre 1870   | 15 novembre 1872  |                            | Ulysses Grant (1869–1877)      |
|                 | Samuel Phillips               | 11 dicembre 1872  | 1º maggio 1885    |                            | Rutherford Hayes (1877–1881)   |
|                 | Samuel Phillips               | 11 dicembre 1872  | 1º maggio 1885    | James Garfield (1881)      |                                |
|                 | Samuel Phillips               | 11 dicembre 1872  | 1º maggio 1885    | Chester Arthur (1885–1889) |                                |
|                 | John Goode                    | 1º maggio 1885    | 5 agosto 1886     |                            | Grover Cleveland (1885–1889)   |
|                 | George Jenks                  | 30 luglio 1886    | 29 maggio 1889    |                            | Grover Cleveland (1885–1889)   |
|                 | Orlow Chapman                 | 29 maggio 1889    | 19 gennaio 1890   |                            | Benjamin Harrison (1889–1893)  |
|                 | William Taft                  | 4 febbraio 1890   | 20 marzo 1892     |                            | Benjamin Harrison (1889–1893)  |
|                 | Charles Aldrich               | 21 marzo 1892     | 28 maggio 1893    |                            | Benjamin Harrison (1889–1893)  |
|                 | Lawrence Maxwell              | 6 aprile 1893     | 30 gennaio 1895   |                            | Grover Cleveland (1893–1897)   |
|                 | Holmes Conrad                 | 6 febbraio 1895   | 1º luglio 1897    |                            | Grover Cleveland (1893–1897)   |
|                 | John Richards                 | 6 luglio 1897     | 16 marzo 1903     |                            | William McKinley (1897–1901)   |
|                 | Henry Hoyt                    | 25 febbraio 1903  | 31 marzo 1909     |                            | Theodore Roosevelt (1901–1909) |
|                 | Lloyd Bowers                  | 1º aprile 1909    | 9 settembre 1910  |                            | William Taft (1909–1913)       |
|                 | Frederick Lehmann             | 12 dicembre 1910  | 15 luglio 1912    |                            | William Taft (1909–1913)       |
|                 | William Bullitt               | 16 luglio 1912    | 11 marzo 1913     |                            | William Taft (1909–1913)       |
|                 | John Davis                    | 30 agosto 1913    | 26 novembre 1918  |                            | Woodrow Wilson (1913–1921)     |
|                 | Alexander King                | 27 novembre 1918  | 23 maggio 1920    |                            | Woodrow Wilson (1913–1921)     |
|                 | William Frierson              | 1º giugno 1920    | 30 giugno 1921    |                            | Woodrow Wilson (1913–1921)     |
|                 | James Beck                    | 30 giugno 1921    | 11 maggio 1925    |                            | Warren Harding (1921–1923)     |
|                 | William Mitchell              | 4 giugno 1925     | 5 marzo 1929      |                            | Calvin Coolidge (1923–1929)    |
|                 | Charles Hughes                | 27 maggio 1929    | 16 aprile 1930    |                            | Herbert Hoover (1929–1933)     |
|                 | Thomas Thacher                | 22 marzo 1930     | 4 maggio 1933     |                            | Herbert Hoover (1929–1933)     |
|                 | James Biggs                   | 5 maggio 1933     | 24 marzo 1935     |                            | Franklin Roosevelt (1933–1945) |
|                 | Stanley Reed                  | 25 marzo 1935     | 30 gennaio 1938   |                            | Franklin Roosevelt (1933–1945) |
|                 | Robert Jackson                | 5 marzo 1938      | 17 gennaio 1940   |                            | Franklin Roosevelt (1933–1945) |
|                 | Francis Biddle                | 22 gennaio 1940   | 4 settembre 1941  |                            | Franklin Roosevelt (1933–1945) |
|                 | Charles Fahy                  | 15 novembre 1941  | 27 settembre 1945 |                            | Franklin Roosevelt (1933–1945) |
|                 | Howard McGrath                | 4 ottobre 1945    | 7 ottobre 1946    |                            | Harry Truman (1945–1953)       |
|                 | Philip Perlman                | 30 luglio 1947    | 15 agosto 1952    |                            | Harry Truman (1945–1953)       |
|                 | Walter Cummings               | 2 dicembre 1952   | 1º marzo 1953     |                            | Harry Truman (1945–1953)       |
|                 | Simon Sobeloff                | 10 febbraio 1954  | 19 luglio 1956    |                            | Dwight Eisenhower (1953–1961)  |
|                 | Lee Rankin                    | 4 agosto 1956     | 23 gennaio 1961   |                            | Dwight Eisenhower (1953–1961)  |
|                 | Archibald Cox                 | 24 gennaio 1961   | 31 luglio 1965    |                            | John F. Kennedy (1961–1963)    |
|                 | Thurgood Marshall             | 11 agosto 1965    | 30 agosto 1967    |                            | Lyndon Johnson (1963–1969)     |
|                 | Erwin Griswold                | 12 ottobre 1967   | 25 giugno 1973    |                            | Lyndon Johnson (1963–1969)     |
|                 | Robert Bork                   | 27 giugno 1973    | 20 gennaio 1977   |                            | Richard Nixon (1969–1974)      |
|                 | Robert Bork                   | 27 giugno 1973    | 20 gennaio 1977   | Gerald Ford (1974–1977)    |                                |
|                 | Daniel Friedman Ad interim    | 20 gennaio 1977   | 4 marzo 1977      |                            | Jimmy Carter (1977–1981)       |
|                 | Wade McCree                   | 4 marzo 1977      | 20 gennaio 1981   |                            | Jimmy Carter (1977–1981)       |
|                 | Rex Lee                       | 6 agosto 1981     | 1º giugno 1985    |                            | Ronald Reagan (1981–1989)      |
|                 | Charles Fried                 | 1° giugno 1985    | 23 ottobre 1985   |                            | Ronald Reagan (1981–1989)      |
| 23 ottobre 1985 | Charles Fried                 | 20 gennaio 1989   |                   |                            | Ronald Reagan (1981–1989)      |
|                 | William Bryson Ad interim     | 20 gennaio 1989   | 27 maggio 1989    |                            | George H. W. Bush (1989–1993)  |
|                 | Ken Starr                     | 27 maggio 1989    | 20 gennaio 1993   |                            | George H. W. Bush (1989–1993)  |
|                 | William Bryson Ad interim     | 20 gennaio 1993   | 7 giugno 1993     |                            | Bill Clinton (1993–2001)       |
|                 | Drew Days                     | 7 giugno 1993     | 28 giugno 1996    |                            | Bill Clinton (1993–2001)       |
|                 | Walter Dellinger Ad interim   | 28 giugno 1996    | 7 novembre 1997   |                            | Bill Clinton (1993–2001)       |
|                 | Seth Waxman                   | 7 novembre 1997   | 20 gennaio 2001   |                            | Bill Clinton (1993–2001)       |
|                 | Barbara Underwood Ad interim  | 20 gennaio 2001   | 13 giugno 2001    |                            | George W. Bush (2001–2009)     |
|                 | Ted Olson                     | 13 giugno 2001    | 13 luglio 2004    |                            | George W. Bush (2001–2009)     |
|                 | Paul Clement                  | 13 luglio 2004    | 13 giugno 2005    |                            | George W. Bush (2001–2009)     |
| 13 giugno 2005  | Paul Clement                  | 2 giugno 2008     |                   |                            | George W. Bush (2001–2009)     |
|                 | Gregory Garre                 | 2 giugno 2008     | 2 ottobre 2008    |                            | George W. Bush (2001–2009)     |
| 2 ottobre 2008  | Gregory Garre                 | 20 gennaio 2009   |                   |                            | George W. Bush (2001–2009)     |
|                 | Edwin Kneedler Ad interim     | 20 gennaio 2009   | 20 marzo 2009     |                            | Barack Obama (2009–2017)       |
|                 | Elena Kagan                   | 20 marzo 2009     | 17 maggio 2010    |                            | Barack Obama (2009–2017)       |
|                 | Neal Katyal Ad interim        | 17 maggio 2010    | 9 giugno 2011     |                            | Barack Obama (2009–2017)       |
|                 | Don Verrilli                  | 9 giugno 2011     | 25 giugno 2016    |                            | Barack Obama (2009–2017)       |
|                 | Ian Gershengorn Ad interim    | 25 giugno 2016    | 20 gennaio 2017   |                            | Barack Obama (2009–2017)       |
|                 | Noel Francisco Ad interim     | 20 gennaio 2017   | 10 marzo 2017     |                            | Donald Trump (2017–2021)       |
|                 | Jeff Wall Ad interim          | 10 marzo 2017     | 19 settembre 2017 |                            | Donald Trump (2017–2021)       |
|                 | Noel Francisco                | 19 settembre 2017 | 3 luglio 2020     |                            | Donald Trump (2017–2021)       |
|                 | Jeff Wall Ad interim          | 3 luglio 2020     | 20 gennaio 2021   |                            | Donald Trump (2017–2021)       |
|                 | Elizabeth Prelogar Ad interim | 20 gennaio 2021   | 11 agosto 2021    |                            | Joe Biden (2021–2025)          |
|                 | Brian Fletcher Ad interim     | 11 agosto 2021    | 28 ottobre 2021   |                            | Joe Biden (2021–2025)          |
|                 | Elizabeth Prelogar            | 28 ottobre 2021   | 20 gennaio 2025   |                            | Joe Biden (2021–2025)          |
|                 | Sarah M. Harris Ad interim    | 20 gennaio 2025   | 4 aprile 2025     |                            | Donald Trump (2025–)           |
|                 | John Sauer                    | 4 aprile 2025     | In carica         |                            | Donald Trump (2025–)           |

- Nota: Alcuni periodi si sovrappongono poiché il precedente rimase in carica dopo la nomina del suo successore. La carica è stata vacante quando si era in attesa della nomina o conferma del successore.

## Elenco dei principali vice Avvocato Generale
- Paul M. Bator – ottobre 1982 a dicembre 1983
- Donald B. Ayer – giugno 1986 a dicembre 1988
- John G. Roberts – ottobre 1989 a gennaio 1993[15][16] (divenuto Chief Justice)
- Paul Bender – 1993 al 1996
- Seth Waxman – 1996 al 13 novembre 1997 (divenuto SG)
- Barbara Underwood – 23 marzo 1998 all'11 giugno 2001 (SG ad interim da gennaio a giugno 2001)[17]
- Paul D. Clement – febbraio 2001 all'11 luglio 2004 (divenuto SG ad interim)[18][19]
- Gregory G. Garre – settembre 2005 - 19 giugno 2008 (divenuto SG ad interim)
- Neal Katyal – 3 febbraio 2009 al 17 maggio 2010 (divenuto SG ad interim)[20][21]
- Leondra Kruger – vice Avvocato Generale ad interim dal 17 maggio 2010 al 9 giugno 2011 (divenuta Giudice Associata della Corte Suprema della California)[22][23]
- Neal Katyal – 9 giugno 2011 al 26 agosto 2011
- Sri Srinivasan – 26 agosto 2011 al 24 maggio 2013 (divenuto Chief Judge del Circuito di Washington D.C.)[24][25]
- Ian Health Gershengorn – settembre 2013 al 25 giugno 2016 (divenuto SG ad interim)[26][27]
- Noel Francisco – 20 gennaio 2017 al 10 marzo 2017 (divenuto SG)
- Jeff Wall – 10 marzo 2017 al 20 gennaio 2021 (divenuto SG ad interim)
- Elizabeth Prelogar – 20 gennaio 2021 al 28 ottobre 2021 (divenuta SG)
- Brian Fletcher – 28 ottobre 2021 al 20 gennaio 2025 (divenuto SG ad interim)
- Sarah M. Harris – 4 aprile 2025 - in carica (divenuta SG ad interim)